# Rezerwat przyrody Jezioro Kożuchy
Rezerwat przyrody „Jezioro Kożuchy” – faunistyczny rezerwat przyrody założony w 1963 roku. Znajduje się w województwie warmińsko-mazurskim, w powiecie giżyckim, gminie Giżycko. Celem ochrony rezerwatu jest zachowanie miejsc lęgowych ptaków wodno-błotnych.

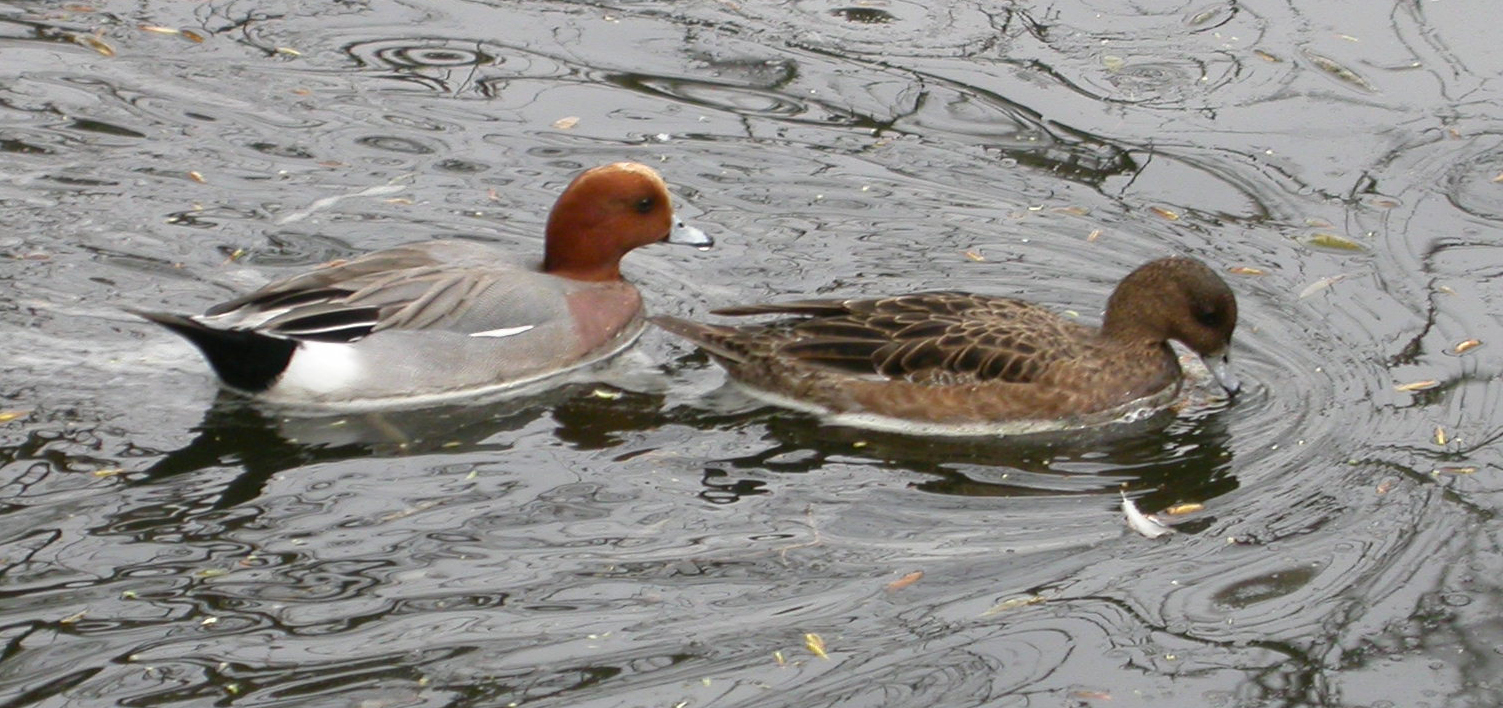
Świstun

Rezerwat „Jezioro Kożuchy” zajmuje powierzchnię 30,45 ha (według aktu powołującego było to 28,16 ha). Obejmuje płytkie i silnie zarastające jezioro Kożuchy (zwane też Jeziorem Kożuchowskim lub Mewą) oraz otaczające je bagna i zarośla. Jezioro to dawniej stanowiło zatokę jeziora Kruklin.
Jest to jedna z największych kolonii mewy śmieszki w Polsce, występują tu także błotniak stawowy, kania czarna, łabędź niemy, remiz, cyraneczka, krakwa, świstun, rożeniec, głowienka, czernica, podgorzałka, gągoł, mewa mała, perkoz zausznik, perkozek.
Na terenie rezerwatu występuje bujna roślinność wodna i błotna. Mewy swoje stanowiska lęgowe zakładają na pływających wyspach powstałych ze splątanych korzeni i szczątków roślin.